# Chromino
Chromino est un jeu de société  utilisant des tuiles rectangulaires composés de trois carrés colorés et alignés. Créé par Louis Abraham, il a été édité une première fois en 2001 par Ravensburger et a été réédité plusieurs fois depuis par d'autres maisons d'édition.

## Matériel
Rangées dans un sac en toile flexible, le jeu comprend 75 tuiles rectangulaires. Chaque tuile est composée de trois carrés colorés alignés. Il y a 5 couleurs en tout.

Combinaisons possibles de couleurs. Les rectangles qui existent déjà sont en gris.

## Déroulement du jeu
Chromino pourrait être joué à partir de 6 ans et de 1 à 8 joueurs pourraient y jouer en même temps.
Au début, placer l'une des cinq tuiles spéciales, un Chromino caméléon, pigée au hasard dans le sac. 
Ensuite, chaque joueur pige huit tuiles au hasard dans le sac, sans les montrer à ses adversaires.
Le joueur qui commence la partie est choisi au hasard. Les joueurs suivants jouent dans le sens des aiguilles d'une montre.
Lorsque c'est son tour, le joueur tente de placer l'une des tuiles de sa réserve.
Lorsqu'une tuile est posée, elle doit être en contact avec les côtés d'au moins deux carrés de l'autre tuile. Chaque carré en contact doit être de la même couleur que l'autre carré.
Si le joueur ne peut placer aucune de ses pièces, il pioche une tuile. S'il peut placer la tuile pigée, il le fait immédiatement. 

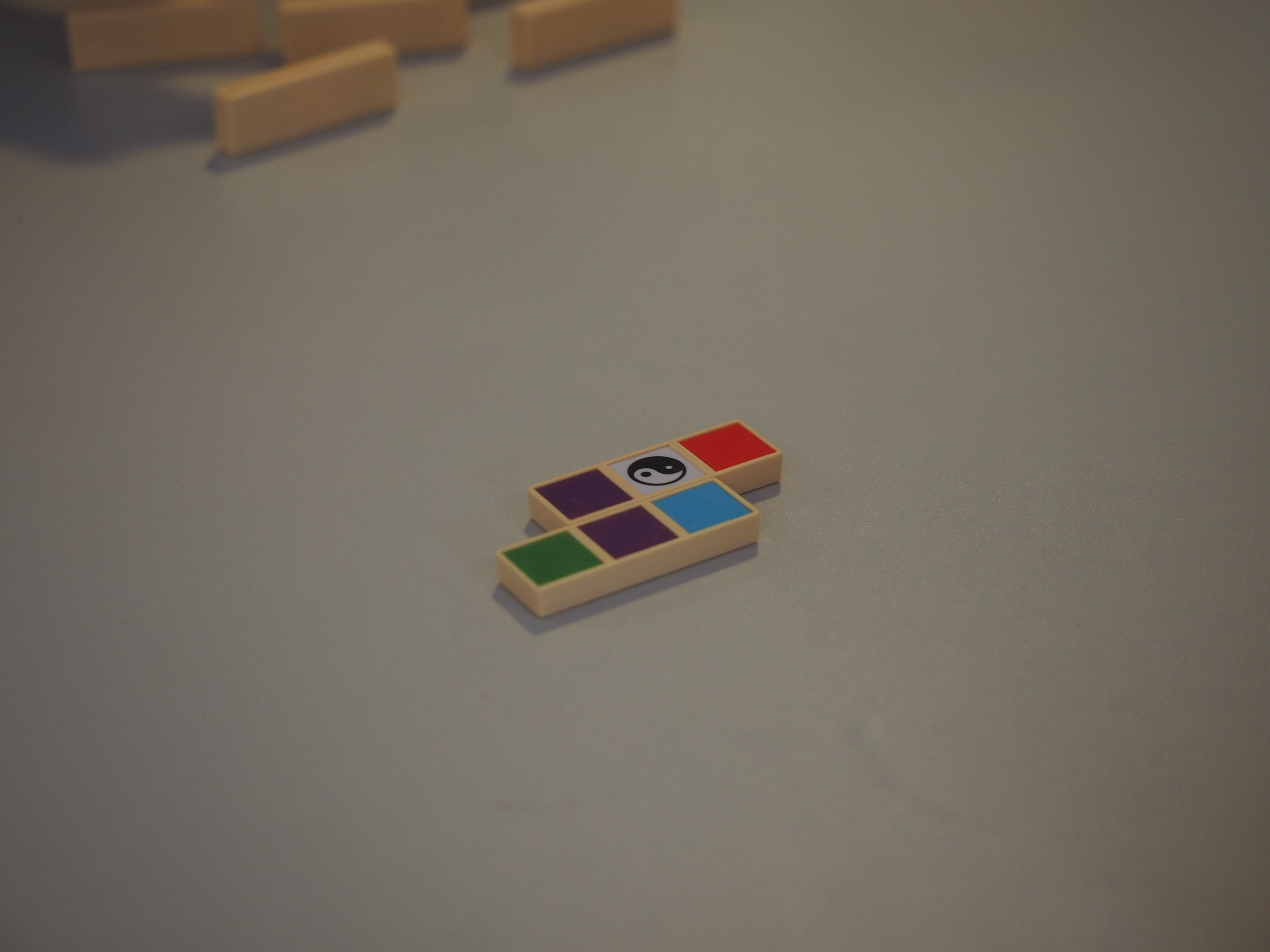
Une tuile ordinaire a été ajoutée à une tuile caméléon. Le symbole du yin et du yang indique que ce carré est multicolore. Dans ce cliché, il est bleu d'un côté ; il pourrait être bleu, jaune, rouge, vert ou violet de l'autre côté.

Lorsqu'un joueur n'a plus qu'une seule tuile, il la montre. Les autres joueurs peuvent tenter de le bloquer.
Le premier joueur qui pose toutes ses tuiles est déclaré vainqueur. Toutefois, il ne peut pas poser un Chromino caméleon comme dernière tuile. Lors de son tour, il doit alors piger une nouvelle tuile. Lorsqu'un joueur dépose sa dernière tuile, chacun des joueurs suivants peuvent déposer leurs tuiles. S'il l'un d'eux vide sa réserve, il est déclaré co-vainqueur.
Variantes

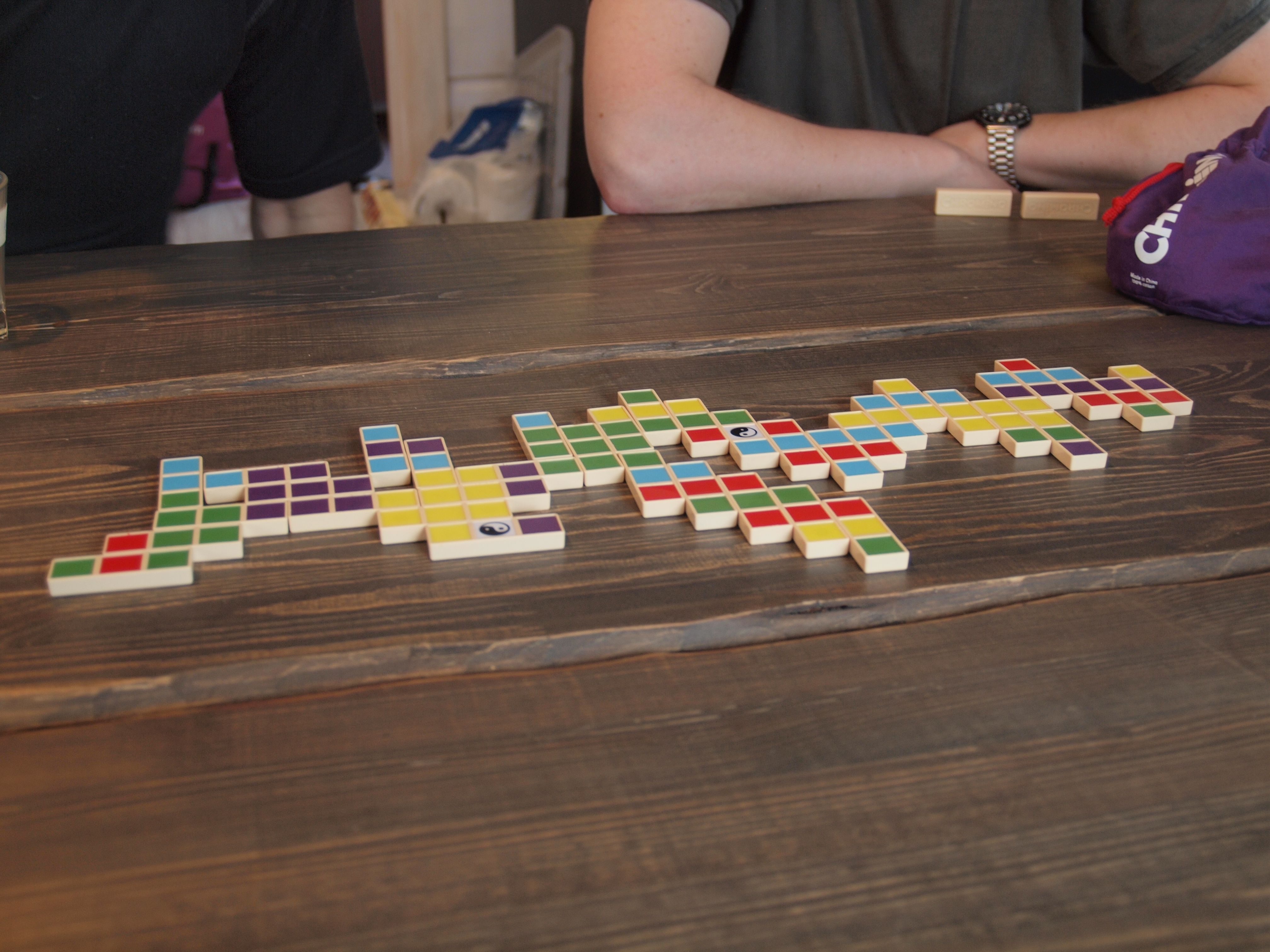
Une partie de Chromino en cours.

- Un joueur peut piocher jusqu'à ce qu'une tuile puisse être déposée[11].
- Les joueurs montrent toutes les tuiles de leur réserve[11].
- Si des enfants jouent, seul le bout d'une tuile déposée peut toucher une autre tuile, les carrés étant toujours de la même couleur (les tuiles déposées forment des + ou des T)[11].
- (Recommandée pour les joueurs habitués) Additionner les points lorsqu'une tuile est déposée : pour chaque tuile en contact, compter 1 point par couleur différente. Le Chromino caméléon vaut 3 points dans tous les cas[11].

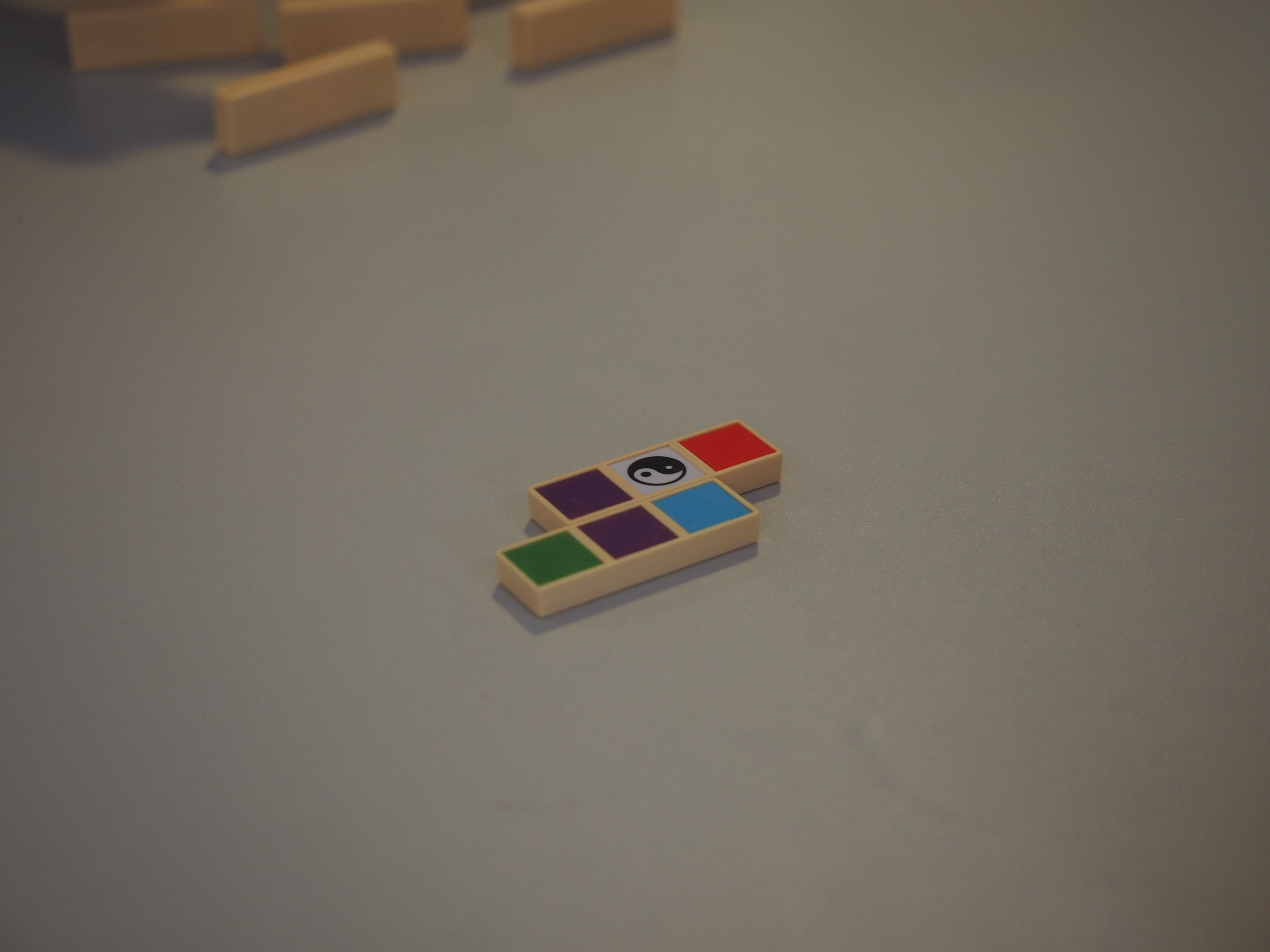
Décompte des points à la suite de la pose d'un chromino :
- 3 points pour le chromino caméléon ;
- 1 point par couleur différente de l'autre tuile.
Pour cette pose, additionner 3 + 3 = 6 points.

- 3 points pour le chromino caméléon ;
- 1 point par couleur différente de l'autre tuile.

## Éditions
Le jeu a été édité dans plusieurs langues : anglais, français, allemand, néerlandais, italien, grec.

## Dans la presse
Le jeu a fait l'objet d'un article dans :
- Jeux sur un plateau, numéro 30 paru en 2006 ;
- Plato, numéro 62 paru en 2013.